# Valenzana Calcio 2004-2005
Questa voce raccoglie le informazioni riguardanti la Valenzana Calcio nelle competizioni ufficiali della stagione 2004-2005.

## Rosa
| N. |                   | Ruolo | Calciatore           |
| -- | ----------------- | ----- | -------------------- |
| -  | Italia (bandiera) | C     | Nicola Antonellini   |
| -  | Italia (bandiera) | D     | Alessio Barone       |
| -  | Italia (bandiera) | C     | Fabio Bello          |
| -  | Italia (bandiera) | D     | Luca Bisello Ragno   |
| -  | Italia (bandiera) | D     | Damiano Cesari       |
| -  | Italia (bandiera) | D     | Luca Della Maggiora  |
| -  | Italia (bandiera) | C     | Alessandro Ferronato |
| -  | Italia (bandiera) | A     | Felice Foglia        |
| -  | Italia (bandiera) | C     | Marco Giuliodori     |
| -  | Italia (bandiera) | P     | Vincenzo Grillo      |
| -  | Italia (bandiera) | D     | Alberto Gruttadauria |
| -  | Italia (bandiera) | A     | Federico Lauria      |

| N. |                   | Ruolo | Calciatore         |
| -- | ----------------- | ----- | ------------------ |
| -  | Italia (bandiera) | A     | Simone Malatesta   |
| -  | Italia (bandiera) | D     | Christian Marcat   |
| -  | Italia (bandiera) | A     | Michele Martinengo |
| -  | Italia (bandiera) | D     | Stefano Mercuri    |
| -  | Italia (bandiera) | D     | Gionatha Pazzi     |
| -  | Italia (bandiera) | C     | Luca Pellegrini    |
| -  | Italia (bandiera) | A     | Stefano Roncarati  |
| -  | Italia (bandiera) | A     | Matteo Scapini     |
| -  | Italia (bandiera) | P     | Andrea Sentimenti  |
| -  | Italia (bandiera) | A     | Antonio Setaro     |
| -  | Italia (bandiera) | C     | Simone Sinagra     |
| -  | Italia (bandiera) | C     | Davide Taverna     |